# Конвой № 2112
Конвой № 2112 — невеликий японський конвой часів Другої світової війни, проведення якого відбувалось у січні 1944 року.
Конвой сформували для проведення групи транспортних суден із Рабаула — головної бази в архіпелазі Бісмарка, з якої японці вже два роки провадили операції на Соломонових островах та сході Нової Гвінеї. Місцем призначення при цьому був атол Трук (Чуук) у східній частині Каролінських островів, котрий до лютого 1944 року виконував роль транспортного хабу, через який йшло постачання японських сил у кількох архіпелагах (ще до війни на Труку створили потужну базу ВМФ).
До складу конвою № 2112 увійшли транспорти «Кайка-Мару» (віз 102 пасажири і вантаж металевого ламу) та «Хагуро-Мару». Їх ескорт забезпечували есмінці «Оіте» та «Сацукі» (останній прямував до Японії для ремонту пошкоджень, завданих бомбардуванням Кавіенгу на початку січня 1944 року), а також переобладнаний канонерський човен «Чоун-Мару».
Ввечері 11 січня 1944 року судна вийшли з Рабаула та попрямували на північний захід.
13 січня за кілька десятків кілометрів на захід від острова Новий Ганновер конвой став ціллю для американських літаків B-24. У результаті бомбардування було потоплене «Хагуро-Мару», при цьому загинули 10 пасажирів та 8 членів екіпажу.
14 січня ескорт конвою став слабшим через відокремлення есмінця «Сацукі» (у січні-лютому пройшов ремонт у Сасебо).
16 січня 1944 року в районі за п'ятсот кілометрів на південний захід від острова Трук (та за сімсот кілометрів на північний захід від Нового Ганновера) підводний човен Blackfish випустив по конвою шість торпед, три з яких поцілили «Кайка-Мару». Судно затонуло, забравши з собою 27 пасажирів та 1 члена екіпажу.
Хоча людські жертви були відносно незначні, проте конвой втратив обидва свої транспортні судна.